# Bow Mar
Bow Mar est une ville américaine située dans les comtés d'Arapahoe et de Jefferson, dans le Colorado.

## Démographie
Selon le recensement de 2010, Bow Mar compte 866 habitants. La municipalité s'étend sur 0,83 milles carrés (2,15 km2), dont 0,68 milles carrés (1,76 km2) de terres. L'essentiel de la ville se trouve dans le comté d'Arapahoe : 589 habitants et 0,54 milles carrés (1,4 km2).
| 1960 | 1970 | 1980 | 1990 | 2000 | 2010 |
| ---- | ---- | ---- | ---- | ---- | ---- |
| 748  | 945  | 930  | 854  | 847  | 866  |

## Personnalité
- Morey Feld (1915-1971), batteur de jazz, mort à Bow Mar dans un incendie.